# Jonathan Kakou
Jonathan Kakou (18 dicembre 1989) è un calciatore francese, difensore del Lossi.

## Carriera

### Club
Comincia a giocare all'Auteuil. Nel 2008 si trasferisce al Lössi. Nel 2011 viene acquistato dal Magenta.

### Nazionale
Ha debuttato in Nazionale il 6 settembre 2008, in Nuova Caledonia-Nuova Zelanda (1-3). Ha partecipato, con la Nazionale, alla Coppa delle nazioni oceaniane 2008 e alla Coppa delle nazioni oceaniane 2012. Ha collezionato in totale, con la maglia della Nazionale, 7 presenze.